# Martin Machovec
Martin Machovec (* 30. listopadu 1956, Praha) je český editor, redaktor, literární kritik a překladatel. Syn filosofa Milana Machovce.
Soustavně se věnuje zpřístupňování samizdatových undergroundových textů, zejména Egona Bondyho. Překládá z angličtiny a ruštiny. Je autorem mnoha doslovů a řady studií z dějin angloamerické a ruské literatury.

## Dílo
- Mythologické dvojice, trojice a další -ice dneška (Maťa, 1996; rozšířené vydání Torst, 2005)
- Pohledy zevnitř: Česká undergroundová kultura v dokumentech a interpretacích (Pistorius & Olšanská, 2008)
- Writing Underground (Karolinum, 2019)
- K interpretaci české podzemní a undergroundové literatury 1948–1989 (Torst, 2021)